# Consortium Classicum
Consortium Classicum — немецкий камерный ансамбль, действующий с 1966 года во главе с кларнетистом Дитером Клёкером и специализирующийся, главным образом, на исполнении музыки XVIII — первой половины XIX веков, то есть эпохи классицизма и романтизма. В состав ансамбля входят исполнители на пяти традиционных ансамблевых духовых инструментах (флейта, гобой, кларнет, фагот и валторна) и двойной состав струнных (две скрипки, два альта, две виолончели и два контрабаса). За годы работы ансамбля он выступил на многих ведущих музыкальных фестивалях, гастролировал по всей Европе, а также в США, Японии, Китае, Австралии, Южной Америке. Среди альбомов, записанных ансамблем, — диски, посвящённые таким композиторам, как Георг Филипп Телеман, Вольфганг Амадей Моцарт, Людвиг ван Бетховен, Феликс Мендельсон, Иоганн Христиан Бах, Антон Рейха, Иоганн Непомук Гуммель, Антонио Казимир Картельери, Жорж Онсло, Карл Черни, Игнац Плейель, Джоакино Россини, Йозеф Райнбергер.